# 新疆天山雪豹足球俱乐部
新疆天山雪豹足球俱乐部成立于2011年底，原名湖北华凯尔足球俱乐部。俱乐部投资方为华凯尔特钢有限公司。俱乐部在2012年初完成注册，参加了2012年中国足球乙级联赛，当年获得全国总决赛亚军升入中甲。2013年中国足球甲级联赛中球队惊险保级。2014年1月，俱乐部由湖北黄石搬迁至新疆乌鲁木齐，俱乐部名也更改为新疆天山雪豹足球俱乐部。2023年3月29日，中国足协和中足联宣布新疆天山雪豹未能通过新赛季中乙联赛准入审核。

## 历史
2011年底，华凯尔特钢有限公司投资创办了湖北华凯尔足球俱乐部。2012年初，俱乐部完成注册，报名参加2012年中国足球乙级联赛，球队主场设在黃石市體育場。球队教练组以原湖北绿茵的教练为主，球员多为湖北武汉籍，还包括了一些从武汉卓尔租借的球员以及另外引进的球员。球队的目标是2012年冲上中甲联赛。俱乐部在南区排名第四，晋级全国总决赛。在总决赛中，湖北华凯尔先后战胜升级热门球队河北中基和深圳风鹏，最后以亚军的身份升级到中甲联赛。
2013年，升入中甲的湖北华凯尔生存困难。赛季初的招商无人问津，球队缺乏资金，内外援的引进陷入困境。为节省资金，赛季前球队选择了坐大巴赴东莞集训。2012年底还曾传出俱乐部将被转让的消息，不过最后湖北华凯尔没有转让。这个赛季球队在最后一轮客场2比0战胜成都天诚谢菲联，排在中甲第13位（倒数第三），惊险保级。保级成功的湖北华凯尔仍然没能摆脱缺钱的困境，赛季末再次传出俱乐部将被转让的消息。先是传出俱乐部将出走到西安，与西安的企业合作。后来，媒体报道称谈判已破裂，新疆向俱乐部伸出了橄榄枝。新疆维吾尔自治区体育局将帮助俱乐部解决主场、训练场地、赞助商等问题，原投资人蒋辉超依然全额控股。起初俱乐部暂时定名为“新疆博格达足球俱乐部”，后来以“新疆天山雪豹足球俱乐部”为名完成注册。参加全运会的新疆U20男足将成为俱乐部的梯队。
2015年1月14日，中国足协在其官方网站上公布了关于新疆天山雪豹足球俱乐部有限公司主要股权转让并变更法定代表人的公示。
新疆天山雪豹曾多次因其它球队退赛而保级。2018赛季中甲联赛，新疆雪豹纳欢成绩不佳，最终敬陪末座。但由于浙江毅腾因达不到中国足协的标准、未获得中甲参赛资格，加上大连超越解散，原本已经被降入乙级的新疆雪豹纳欢得以重返中甲，参加下赛季比赛。2020赛季，新疆天山雪豹再次以中甲联赛榜尾的成绩收场，但由于本赛季结束后多支球队退赛，新疆天山雪豹再次递补获得下赛季中甲资格。
2022赛季，新疆天山雪豹降入中乙联赛。2023年2月21日下午，新疆天山雪豹俱乐部通过官方渠道发布公告，表示该俱乐部正在考虑退出2023赛季职业联赛。2023年3月29日，中国足协和中足联宣布新疆天山雪豹未能通过新赛季中乙联赛准入审核。

## 俱乐部以往队徽

湖北华凯尔队徽（2012-2013），有凤凰、楚字等湖北元素
新疆天山雪豹队徽（2014-现在）

## 女足
新疆天山雪豹女子足球队